# Saint-Martin-d'Ardèche
 Saint-Martin-d'Ardèche  es una población y comuna francesa, ubicada en la región de Ródano-Alpes, departamento de Ardèche, en el distrito de Privas y cantón de Bourg-Saint-Andéol.

## Demografía
| 343 | 365 | 336 | 380 | 537 | 642 |
| Para los censos de 1962 a 1999 la población legal corresponde a la población sin duplicidades (Fuente: INSEE [Consultar]) |     |     |     |     |     |